# 粮仓广场

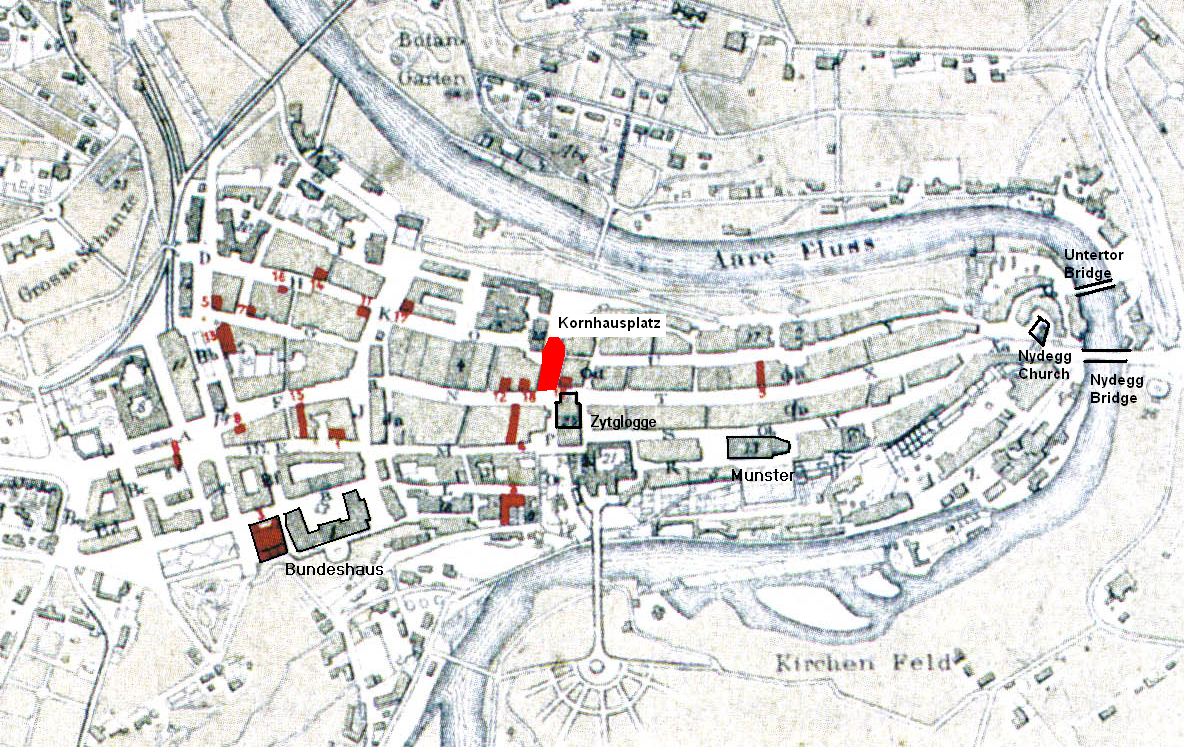

粮仓广场（Kornhausplatz）是瑞士伯尔尼中世纪的市中心，伯尔尼老城的一个广场。它建于1191年建城之初，位于Zähringerstadt的边缘，尽管广场是后来才建成。靠近粮仓桥（Kornhausbrücke）和时钟塔（Zytglogge）。它是世界遗产项目伯尔尼老城的一部分。

## 历史

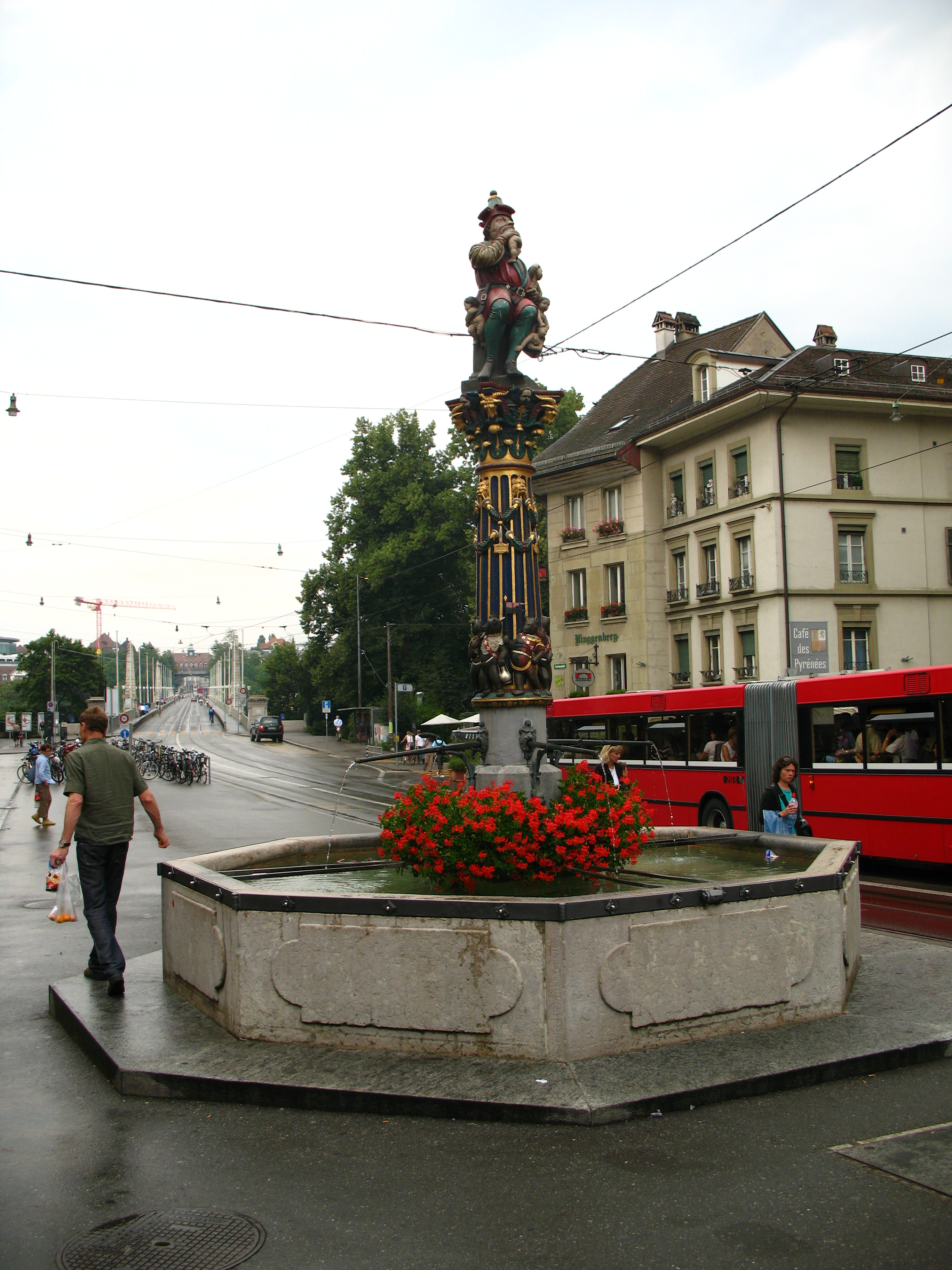
从粮仓广场的食童喷泉看粮仓桥

粮仓广场原来是第一道城墙周围的壕沟。。1405年大火后填平壕沟，形成广场。约3个世纪之久，它被称为广场（Platz）。在1545年至1546年食童喷泉（Kindlifresserbrunnen）建成，取代广场上的木质喷泉。最初它被称为喷泉广场（Platzbrunnen），目前的名字是在1666年首次使用。
1711年至1715年，粮仓建在广场的西侧。此后广场称为粮仓广场。